# Kirsten Wild
Kirsten Carlijn Wild (Almelo, 15 de outubro de 1982) é uma desportista neerlandesa que compete no ciclismo nas modalidades de pista e rota.
Ganhou 16 medalhas no Campeonato Mundial de Ciclismo em Pista entre os anos 2011 e 2020, e 18 medalhas no Campeonato Europeu de Ciclismo em Pista entre os anos 2011 e 2019. Nos Jogos Europeus de 2019 obteve três medalhas, duas de ouro e uma de prata.
Em estrada os seus maiores sucessos são a vitória em três etapas do Giro d'Italia (dois em 2009 e uma em 2013), ademais tem obtido duas medalhas no Campeonato Mundial de Ciclismo em Estrada, prata em 2016 e bronze em 2012.
Participou em dois Jogos Olímpicos de Verão, em Londres 2012 ficou em 6.ª lugar nas duas provas que disputou, perseguição por equipas e omnium, e em Rio de Janeiro 2016 ocupou o 6.ª lugar em omnium.

## Medalheiro internacional
| Campeonato Mundial | Campeonato Mundial         | Campeonato Mundial | Campeonato Mundial |
| Ano                | Lugar                      | Medalha            | Competição         |
| ------------------ | -------------------------- | ------------------ | ------------------ |
| 2011               | Apeldoorn ( Países Baixos) | Medalha de bronze  | Omnium             |
| 2015               | Saint-Quentin ( França)    | Medalha de ouro    | Scratch            |
| 2015               | Saint-Quentin ( França)    | Medalha de bronze  | Omnium             |
| 2016               | Londres ( Reino Unido)     | Medalha de prata   | Scratch            |
| 2017               | Hong Kong ( China)         | Medalha de prata   | Omnium             |
| 2017               | Hong Kong ( China)         | Medalha de bronze  | Pontuação          |
| 2018               | Apeldoorn ( Países Baixos) | Medalha de ouro    | Scratch            |
| 2018               | Apeldoorn ( Países Baixos) | Medalha de ouro    | Omnium             |
| 2018               | Apeldoorn ( Países Baixos) | Medalha de ouro    | Pontuação          |
| 2018               | Apeldoorn ( Países Baixos) | Medalha de prata   | Madison            |
| 2019               | Pruszków ( Polónia)        | Medalha de ouro    | Omnium             |
| 2019               | Pruszków ( Polónia)        | Medalha de ouro    | Madison            |
| 2019               | Pruszków ( Polónia)        | Medalha de prata   | Scratch            |
| 2019               | Pruszków ( Polónia)        | Medalha de bronze  | Pontuação          |
| 2020               | Berlim ( Alemanha)         | Medalha de ouro    | Scratch            |
| 2020               | Berlim ( Alemanha)         | Medalha de ouro    | Madison            |
| Jogos Europeus     |                            |                    |                    |
| Ano                | Lugar                      | Medalha            | Competição         |
| 2019               | Minsk ( Bielorrússia)      | Medalha de ouro    | Scratch            |
| 2019               | Minsk ( Bielorrússia)      | Medalha de ouro    | Omnium             |
| 2019               | Minsk ( Bielorrússia)      | Medalha de prata   | Madison            |
| Campeonato Europeu |                            |                    |                    |
| Ano                | Lugar                      | Medalha            | Competição         |
| 2012               | Panevėžys ( Lituânia)      | Medalha de bronze  | Omnium             |
| 2013               | Apeldoorn ( Países Baixos) | Medalha de ouro    | Puntaución         |
| 2013               | Apeldoorn ( Países Baixos) | Medalha de prata   | Omnium             |
| 2015               | Grenchen ( Suíça )         | Medalha de prata   | Scratch            |
| 2016               | Saint-Quentin ( França)    | Medalha de ouro    | Pontuação          |
| 2016               | Saint-Quentin ( França)    | Medalha de ouro    | Eliminação         |
| 2016               | Saint-Quentin ( França)    | Medalha de prata   | Omnium             |
| 2016               | Saint-Quentin ( França)    | Medalha de bronze  | Scratch            |
| 2016               | Saint-Quentin ( França)    | Medalha de bronze  | Madison            |
| 2017               | Berlim ( Alemanha)         | Medalha de ouro    | Eliminação         |
| 2017               | Berlim ( Alemanha)         | Medalha de prata   | Omnium             |
| 2017               | Berlim ( Alemanha)         | Medalha de bronze  | Madison            |
| 2018               | Glasgow ( Reino Unido)     | Medalha de ouro    | Scratch            |
| 2018               | Glasgow ( Reino Unido)     | Medalha de ouro    | Omnium             |
| 2018               | Glasgow ( Reino Unido)     | Medalha de bronze  | Madison            |
| 2019               | Apeldoorn ( Países Baixos) | Medalha de ouro    | Eliminação         |
| 2019               | Apeldoorn ( Países Baixos) | Medalha de ouro    | Omnium             |
| 2019               | Apeldoorn ( Países Baixos) | Medalha de bronze  | Madison            |

| Campeonato Mundial | Campeonato Mundial          | Campeonato Mundial | Campeonato Mundial         |
| Ano                | Lugar                       | Medalha            | Competição                 |
| ------------------ | --------------------------- | ------------------ | -------------------------- |
| 2012               | Valkenburg ( Países Baixos) | Medalha de bronze  | Contrarrelógio por equipas |
| 2016               | Doha ( Catar)               | Medalha de prata   | Rota                       |

## Palmarés

### Estrada
| - 2006 - Omloop door Middag-Humsterland - 3 etapas da Rabobank Ster Zeeuwsche Eilanden - 2007 - Tour da Polónia Feminino, mais 3 etapas - 1 etapa da Holland Ladies Tour - 2008 - Omloop Het Volk - Omloop van Borsele - Therme Kasseienomloop - 1 etapa da RaboSter Zeeuwsche Eilanden - 2.ª no Campeonato dos Países Baixos Contrarrelógio - 2009 - Tour de Catar Feminino - Omloop van Borsele - GP Stad Roeselare - Le Tour du Grand Montréal, mais 3 etapas - 2 etapas do Giro d'Italia Feminino - 2.ª no Campeonato dos Países Baixos Contrarrelógio - 3 etapas da Holland Ladies Tour - Volta a Nuremberg - 3.ª na Copa do Mundo - 2.ª no Ranking UCI - 2010 - Tour de Catar Feminino, mais 1 etapa - Grande Prêmio de Dottignies - Ronde van Gelderland - Omloop van Borsele - GP Stad Roeselare - 1 etapa do Tour da Ilha de Chongming - RaboSter Zeeuwsche Eilanden, mais 2 etapas - 3.ª no Campeonato dos Países Baixos Contrarrelógio - Open de Suède Vargarda - 2 etapas da Holland Ladies Tour - 1 etapa do Giro da Toscana-Memorial Michela Fanini - 3.ª na Copa do Mundo - 3.ª no Ranking UCI - 2011 - Omloop van Borsele - 2012 - 2 etapas do Tour de Catar Feminino - 1 etapa do Energiewacht Tour - RaboSter Zeeuwsche Eilanden, mais 1 etapa - 1 etapa do Czech Tour - 2 etapas do Lotto-Decca Tour - 1 etapa da Holland Ladies Tour - 2013 - Tour de Catar Feminino, mais 3 etapas - 4 etapas do Energiewacht Tour - Ronde van Gelderland - 1 etapa do Giro d'Italia Feminino - 2 etapas do Lotto-Belisol Belgium Tour - 2 etapas do Boels Rental Ladies Tour - Através de Flandres | - 2014 - Tour de Catar Feminino, mais 3 etapas - Novilon Euregio Cup - 2 etapas do Energiewacht Tour - Ronde van Gelderland - Tour da Ilha de Chongming, mais 2 etapas - Tour da Ilha de Chongming Copa do Mundo - 1 etapa de La Route de France - 2015 - Novilon Euregio Cup - 1 etapa do Energiewacht Tour - Ronde van Gelderland - Salverda Omloop van de IJsseldelta - Omloop van Borsele - Tour da Ilha de Chongming, mais 2 etapas - Grande Prêmio Ciclista de Gatineau - 1 etapa do Tour de Bretanha - 2016 - 1 etapa do Tour de Catar Feminino - 2 etapas do Energiewacht Tour - Tour de Yorkshire - 1 etapa do Volta à Califórnia feminino - RideLondon Classique - 2.ª no Campeonato Mundial em Estrada - 2017 - 2 etapas do Tour Down Under Feminino - 1 etapa do Tour da Ilha de Chongming - 1 etapa do Boels Rental Ladies Tour - 2018 - 1 etapa do Healthy Ageing Tour - 1 etapa do Tour da Ilha de Chongming - 1 etapa do Tour de Yorkshire Women's Race - 1 etapa do Giro d'Italia Feminino - RideLondon Classique - 2019 - Três Dias de Bruges–De Panne - Gante-Wevelgem - 2 etapas do Healthy Ageing Tour - 2 etapas do Tour de Bretanha |

### Pista
| - 2008 - Campeonato dos Países Baixos Scratch - 2.ª no Campeonato dos Países Baixos Perseguição - 2.ª no Campeonato dos Países Baixos Pontuação - 2010 - Campeonato dos Países Baixos Pontuação - 2.ª no Campeonato dos Países Baixos Perseguição - 2011 - Pequim Eliminação - 3.ª no Campeonato Mundial Omnium - 3.ª no Campeonato Europeu Omnium - Astana Perseguição por Equipas (fazendo equipa com Amy Pieters e Ellen Van Dijk) - Campeonato dos Países Baixos Perseguição - Campeonato dos Países Baixos Madison (fazendo casal com Ellen Van Dijk) - 2012 - Campeonato dos Países Baixos Omnium - Recorde dos Países Baixos Perseguição por Equipas (fazendo equipa com Amy Pieters e Ellen Van Dijk) — 3 min 20,013 s - 2.ª no Campeonato dos Países Baixos Madison (fazendo casal com Laura van der Kamp) - 2013 - Campeonato Europeu Pontuação - 2.ª no Campeonato Europeu Omnium - Campeonato dos Países Baixos Omnium - Campeonato dos Países Baixos Perseguição - 2.ª no Campeonato dos Países Baixos Madison (fazendo casal com Amy Pieters) - Campeonato dos Países Baixos Scratch - Campeonato dos Países Baixos Pontuação - 2014 - Campeonato dos Países Baixos Omnium - Campeonato dos Países Baixos Perseguição - Campeonato dos Países Baixos Pontuação - 2015 - Campeonato Mundial em Scratch - 3.ª no Campeonato Mundial Omnium - 2.ª no Campeonato Europeu em Scratch - Campeonato dos Países Baixos Perseguição - Campeonato dos Países Baixos Madison (fazendo casal com Nina Kessler) | - 2016 - 2.ª no Campeonato Mundial de Scratch - Campeonato Europeu Eliminação - Campeonato Europeu em Pontuação - 3.ª no Campeã da Europa em Scratch - 3.ª no Campeonato Europeu Madison (fazendo casal com Nina Kessler) - 2.ª no Campeonato Europeu em Omnium - Campeonato dos Países Baixos Perseguição - Campeonato dos Países Baixos Madison (fazendo casal com Nina Kessler) - Campeonato dos Países Baixos Scratch - Campeonato dos Países Baixos Pontuação - 2017 - 2.ª no Campeonato Mundial de Omnium - 3.ª no Campeonato Mundial em Pontuação - Campeonato Europeu Eliminação - 2.ª no Campeonato Europeu em Omnium - 3.ª no Campeonato Europeu Madison (fazendo casal com Amy Pieters) - Campeonato dos Países Baixos Madison (fazendo casal com Nina Kessler) - Campeonato dos Países Baixos Scratch - Campeonato dos Países Baixos Omnium - 2018 - Campeonato Mundial em Scratch - Campeonato Mundial em Pontuação - Campeonato Mundial em Omnium - 2.ª no Campeonato Mundial de Madison (com Amy Pieters) - Campeonato Europeu Omnium - Campeonato Europeu Scratch - 3.ª no Campeonato Europeu Madison (fazendo casal com Amy Pieters) - 2019 - Campeonato Mundial em Omnium - Campeonato Mundial em Madison (com Amy Pieters) - 2.ª no Campeonato Mundial de Scratch - 3.ª no Campeonato Mundial em Pontuação - Jogos Europeus em Scratch - Jogos Europeus em Omnium - 2.ª nos Jogos Europeus em Madison (com Amber van der Hulst) - Campeonato Europeu Eliminação |

## Resultados em Grandes Voltas e Campeonatos do Mundo
Durante a sua carreira desportiva tem conseguido os seguintes postos nas Grandes Voltas femininas e nos Campeonatos do Mundo em estrada:
| Carreira               | 2004 | 2005 | 2006 | 2007 | 2008 | 2009 | 2010 | 2011 | 2012 | 2013 | 2014 | 2015 | 2016 | 2017  | 2018 | 2019 |
| ---------------------- | ---- | ---- | ---- | ---- | ---- | ---- | ---- | ---- | ---- | ---- | ---- | ---- | ---- | ----- | ---- | ---- |
| Giro d'Italia          | -    | -    | -    | 45.ª | 67.ª | 61.ª | 69.ª | -    | -    | 69.ª | -    | -    | -    | 103.ª | Ab.  | 98.ª |
| Tour de l'Aude         | 69.ª | -    | -    | -    | -    | -    | -    | X    | X    | X    | X    | X    | X    | X     | X    | X    |
| Grande Boucle          | -    | -    | -    | -    | -    | -    | X    | X    | X    | X    | X    | X    | X    | X     | X    | X    |
| Mundial em Estrada     | -    | -    | -    | -    | -    | -    | Ab.  | 99.ª | 77.ª | Ab.  | -    | -    | 2.ª  | -     | -    | -    |
| Mundial Contrarrelógio | -    | -    | -    | -    | 25.ª | -    | -    | -    | -    | -    | -    | -    | -    | -     | -    | -    |

-: não participa

ab.: abandono

X: edições não celebradas

## Equipas
- @ Cycling Team (2004-2005)
  - @Home Cycling Team (2004)
  - @Work Cycling Team (2005)
- AA Drink Cycling Team (2006-2008)
- Cervélo Test Team (2009-2010)
- AA Drink-leontien.nl Cycling Team (2011-2012)
- Shimano (2013-2014)
  - Team Argos-Shimano (2013)
  - Team Giant-Shimano (2014)
- Hitec Products-UCK (2015-2016)
- Cylance Pro Cycling (2017)
- Wiggle High5 (2018)
- WNT (2019-2020)
  - WNT-Rotor Pro Cycling (2019)
  - Ceratizit-WNT Pro Cycling (2020)